# Edward Elric
Edward Elric (エドワード・エルリック Edowādo Erurikku?), comúnmente llamado Ed, es un personaje y protagonista del manga y anime Fullmetal Alchemist creado por Hiromu Arakawa. Posee el título de Fullmetal (鋼 Hagane?, lit. «acero»), conocido como «Fullmetal Alchemist» (鋼の錬金術師 Hagane no Renkinjutsushi?, lit. «alquimista de acero»), y es el alquimista estatal más joven en la historia del país ficticio Amestris. Su pierna izquierda fue cortada tras un fallido intento de resucitar a su madre muerta, en tanto que su brazo derecho fue amputado a cambio de salvar el alma de su hermano; lo anterior sucedió debido al principio del «intercambio equivalente», que establece que para obtener algo, es necesario sacrificar una cosa del mismo valor. Sus miembros perdidos fueron sustituidos por sofisticadas prótesis llamadas «automail». Tanto en el manga como en las dos adaptaciones al anime, él y su hermano menor, Alphonse, recorren el mundo en busca de la piedra filosofal, con la esperanza de restaurar sus cuerpos. Asimismo, Ed ha aparecido en otros medios relacionados con la serie, incluyendo videojuegos, animaciones originales y novelas ligeras.
Numerosas publicaciones en diversos medios han escrito sobre este personaje. Los críticos lo elogiaron por su equilibrio entre el típico niño inteligente y el personaje de chico obstinado. Adicionalmente, sus momentos cómicos se han alabado como los mejores de la serie. Numerosas piezas de mercancía han sido lanzadas con semejanza en Edward, como llaveros y figuras de acción.
En las adaptaciones al anime de Fullmetal Alchemist, la voz en japonés de Edward fue interpretada por la seiyū Romi Park. En la versión en inglés, fue interpretado por Vic Mignogna. Ambos han sido elogiados por sus actuaciones y han ganado varios premios por su trabajo, mientras que su versión hispanoamericana fue interpretada por José Manuel Vieira. Mignogna declaró que su interpretación de Edward puede ser su mayor logro como actor de voz, ya que los fanáticos no lo compararon con Paku, señalando que sus voces no son similares y que no tenía intención de sonar como ella.

## Creación y concepción
La autora Hiromu Arakawa incorporó varios problemas sociales en la trama de Fullmetal Alchemist, por ejemplo la forma en que Edward y Alphonse refuerzan su lazo como hermanos después de la muerte de su madre, Trisha. También analizó cómo los Elric podrían ayudar a las personas en todo su país para obtener una comprensión de lo que significa la familia. Arakawa señaló que Edward es uno de sus personajes favoritos de la serie, aunque negó tener la misma personalidad que él cuando uno de sus ayudantes lo mencionó. Aunque dijo que no había pensado en fechas de nacimiento para sus personajes, Arakawa le dio una a Edward durante la serialización. En un capítulo en el que se menciona que Edward está a punto de cumplir dieciséis, el invierno está a punto de comenzar en Hokkaido, lugar de nacimiento de Arakawa, por lo que se decidió que la fecha de nacimiento de Edward sea en invierno. El director de la primera serie de anime, Seiji Mizushima, dijo que en el desarrollo de la historia, Edward «evoluciona e involuciona», y agregó que este continuamente tiene luchas internas con el fin de determinar de qué manera crecer como individuo. La apariencia de su automail en el anime se usa para simbolizar la sutilidad de su carácter, por lo que los espectadores notaron que Edward perdió un elemento importante de sí mismo.

## Apariciones

### Manga yBrotherhood
Edward Elric es el alquimista estatal más joven en ser elegido por el Estado Militar de un país llamado Amestris, por lo que recibe el título del «Fullmetal Alchemist» poco después por parte de King Bradley, el Führer de Amestris. Él y su hermano menor, Alphonse, tratan de obtener la legendaria piedra filosofal con el fin de restaurar sus cuerpos después de un desastroso intento de traer a su madre a la vida a través de la alquimia. Edward nació en un pequeño pueblo llamado Resembool, donde vivía con Alphonse y sus padres: Trisha Elric y Hohenheim. Después de que Hohenheim abandonara a la familia, muy tempranamente en la vida de su hijo, y Trisha muriera de una enfermedad varios años después, los dos jóvenes fueron supervisados por su vecina y amiga de su padre, Pinako Rockbell. Durante ese tiempo, los hermanos se concentraron en el estudio de la alquimia con la esperanza de traer a su madre de vuelta a la vida y se entrenaron con una hábil alquimista llamada Izumi Curtis. A su regreso del entrenamiento, procedieron a realizar el mayor tabú en la alquimia: el arte de la transmutación humana. El intento fracasó, ocasionando que Edward perdiera su pierna izquierda y Alphonse su cuerpo entero. Edward entonces realizó una segunda transmutación, sacrificando su brazo derecho para unir el alma de Alphonse a una armadura cercana.
La temprana desaparición de su padre, la muerte de su madre y un intento fallido de la transmutación humana jugaron un papel fundamental en la historia de Edward. Su motivación proviene del amor por su hermano, Alphonse, a quien desesperadamente busca una manera de devolverle su forma humana después de cometer tal error. A menudo siente que su situación es su culpa y que, por lo tanto, es su responsabilidad resolverla. Edward también se comporta de una manera infantil cuando se habla acerca de su baja estatura, con tendencia a reaccionar exageradamente ante cualquier comentario negativo con respecto al tema, y por lo general ataca a las personas en un ataque de ira. A pesar de todos los obstáculos que Edward enfrenta en la historia, todavía muestra una personalidad infantil en relación con las cosas que él desprecia, como las agujas y la leche. Es extremadamente idealista y cree firmemente en el concepto alquímico del «intercambio equivalente», que establece que para obtener una cosa, es necesario sacrificar algo del mismo valor. Edward también utiliza el intercambio equivalente como su propia filosofía de vida. A pesar de sus ocasionales ataques de inmadurez, demuestra ser un joven generoso, fuerte, independiente y maduro, ganándose una reputación como «héroe del pueblo».
Los miembros automail de Edward fueron diseñados por su amiga de la infancia, Winry Rockbell, y su abuela, Pinako. Edward generalmente lucha transmutando una parte de su antebrazo derecho en una espada automail.
Winry a menudo está muy ocupada reparando el automail de Edward, ya que regularmente se rompe y daña la maquinaria durante los combates. Tanto en el manga como el anime, Winry se muestra como una persona extremadamente importante para Edward. En la primera serie de anime, los sentimientos románticos se insinúan, pero nunca se aclaran. En el manga y el segundo anime, Winry admite estar enamorada de él, mientras que Edward presenta los mismos sentimientos hacia ella, a pesar de que constantemente lo niega hasta el final de la serie, momento en que se lo confiesa.
A diferencia de otros alquimistas que utilizan círculo de transmutación, Edward tiene la capacidad de crear corrientes de alquimia en su cuerpo, simplemente juntando sus manos. Este es un resultado directo de ver la Puerta de la Verdad, la fuente de todo el conocimiento alquímico, al intentar resucitar a su madre en la fallida transmutación humana. En el manga, este conocimiento es suficiente como para salvar su propia vida, ya que cura una herida casi mortal. Además de sus habilidades de alquimia, Edward es un luchador formidable, como resultado de su entrenamiento con Izumi, quien había entrenado exhaustivamente a los dos hermanos en artes marciales cuando se convirtieron en sus aprendices.
Durante la búsqueda de la piedra, se convierten en los objetivos de Scar, un vengativo ishvalano, y los homúnculos. Cuando Edward y Alphonse descubren que los homúnculos y la piedra filosofal están relacionados, trabajan junto con Lin Yao y Roy Mustang con el fin de encontrarla. Sin embargo, los Elric luego conocen al primer homúnculo, «Father», y se ven obligados a seguir trabajando con los militares de alto rango que secretamente usan a sus amigos de Resembool como rehenes. Incapaces de proteger a sus amigos, Ed y Al viajan a la zona norte del país con el fin de solicitar la ayuda de Olivier Milla Armstrong. Poco después de su llegada, el alquimista estatal Solf J. Kimblee lleva a Winry hacia el norte como rehén, sin que ella supiera, para obligar a Edward a continuar su trabajo. Cuando los hermanos reciben órdenes de capturar a Scar, deciden pedirle ayuda para llevar a Winry a un lugar seguro. Tras su éxito, Edward comienza a trabajar con el homúnculo reformado Greed, quien se ha apoderado del cuerpo de Lin, y se entera de que Father tiene planeado realizar un círculo de transmutación humana utilizando a todo el país. Por lo tanto Edward, Alphonse, y sus aliados se unen en un esfuerzo para derrotar a Father. Van a un complejo subterráneo en el que Edward va a ser utilizado como un sacrificio para la transmutación de Father. Mientras luchan contra Father, Edward pierde su brazo automail, dejándolo incapaz de realizar alquimia. Alphonse, al borde de la muerte debido a daños en su sello de sangre, transmuta su alma con el fin de restaurar el brazo original de Edward. Después de derrotar a Father, Edward se las arregla para restaurar el cuerpo original de Alphonse a costa de sacrificar su propia capacidad de usar la alquimia. Dos años después, Edward decide ir hacia el oeste para investigar la alquimia, mientras que Alphonse va hacia el este para estudiar la alquimia usada en ese lugar. Al final, Edward pide matrimonio a Winry y esta acepta. En el ending del anime se ve una foto de Ed con Winry y sus dos hijos.

### Primer anime
Aunque Edward tiene el mismo origen y características que en el manga, en este anime se encuentra con diferentes personas y lucha contra variables enemigos. Aquí, se entera del secreto para destruir a un homúnculo durante su encuentro con Greed, a quien mata en un esfuerzo para salvar a Alphonse. Cuando se entera de la intención de Scar de crear una piedra filosofal, salva a la gente de Lior de ser sacrificados para su creación. Alphonse es secuestrado por Dante y Edward va a rescatarlo. Durante su lucha contra los homúnculos, Edward es asesinado por Envy, pero Alphonse utiliza el poder de la piedra filosofal para curar exitosamente el cuerpo de Edward y restaurar su alma. Sin embargo, al hacer eso, Alphonse desaparece. Después de ser revivido, Edward sacrifica su propia vida para traer de vuelta a su hermano. Como resultado de ello, se encuentra a sí mismo al otro lado de la Puerta de la Verdad, un universo paralelo, mientras que Alphonse recupera su cuerpo original. Decidido a volver con Alphonse, participa en la investigación de cohetes en Alemania, con la intención de utilizar esa tecnología para volver a su mundo de origen. En la película Fullmetal Alchemist: Conquistador de Shamballa, luego de dos años después del final del anime, Edward vive en Alemania y busca una manera de regresar a su mundo. Al final de la película, decide quedarse en el mundo paralelo para, junto con Alphonse, proteger ambos mundos.

### En otros medios
Edward aparece en casi todas las animaciones originales de Fullmetal Alchemist. En la primera aparece como una versión super deformed de sí mismo en la fiesta para celebrar que finalizaron la filmación de la película, en la segunda aparece como un anciano que vive en el Tokio moderno y en la tercera juega un papel importante en la batalla contra los homúnculos del primer anime. Como la figura principal de la serie, Edward es un personaje con el que se puede jugar en todos los videojuegos de Fullmetal Alchemist. Los tres juegos para PlayStation 2 —Fullmetal Alchemist and the Broken Angel, Curse of the Crimson Elixir y Kami o Tsugu Shōjo— cuentan con historias exclusivas en la que los Elric siguen buscando la piedra filosofal. En el juego de Nintendo DS, Fullmetal Alchemist Dual Sympathy, él y Alphonse repiten su papel en la primera serie de anime. También aparece en Fullmetal Alchemist Trading Card Game. Existen dos image song basados en Edward. La primera se llama Hagaren Song File – Edward Elric (Hagaren Song File – エドワード・エルリック?) y la segunda Theme of Edward Elric. Ambos álbumes fueron realizados por la seiyū Romi Paku. También aparece en cada una de las novelas ligeras escritas por Makoto Inoue, que continúan en la búsqueda de Ed y Al de la piedra filosofal y, al mismo tiempo, incorpora diferentes historias de las que aparecen en el manga y el anime.
En la película de imagen real estrenada en 2017 fue interpretado por Ryosuke Yamada.

## Recepción

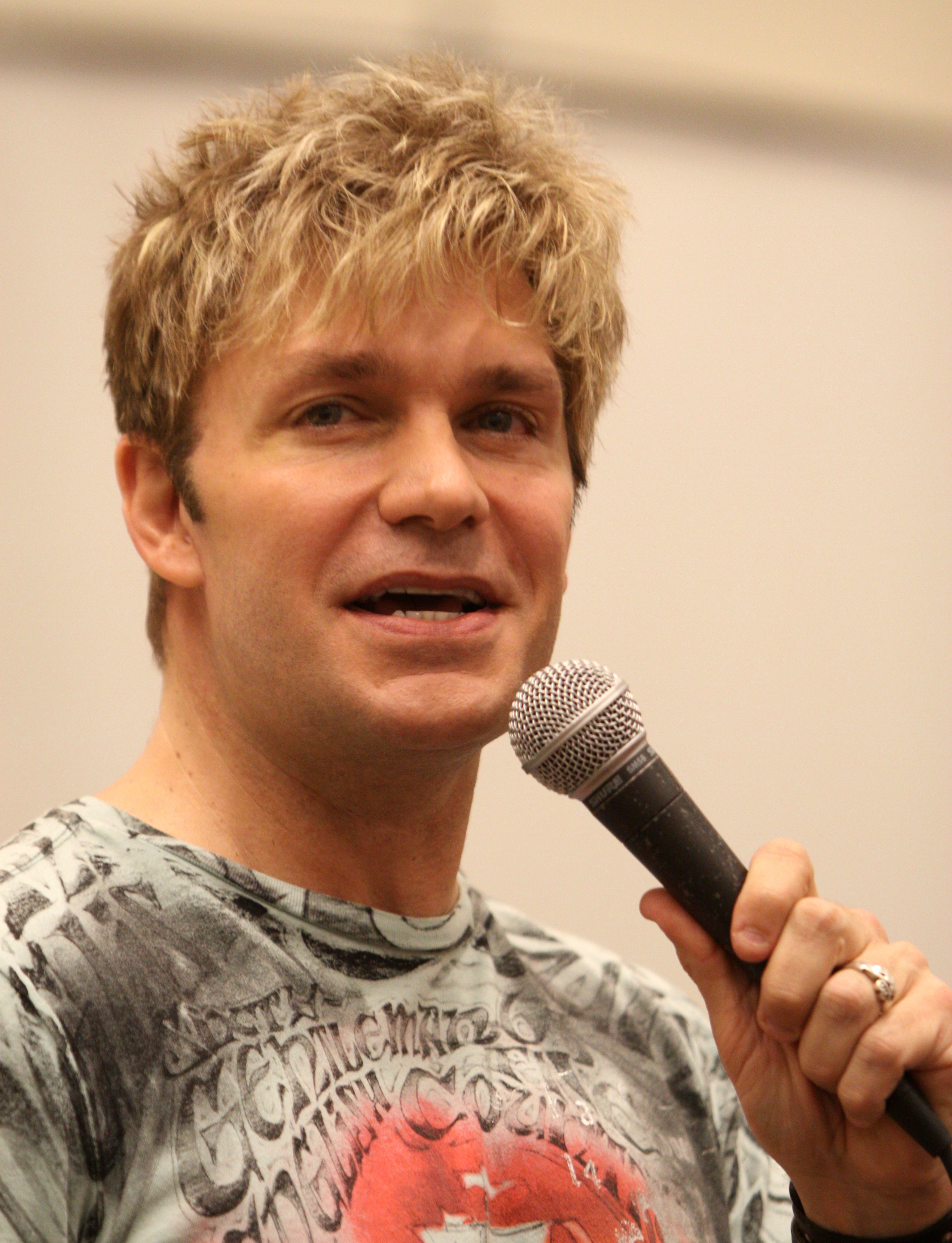
Vic Mignogna ganó el American Anime Awards en la categoría de «Mejor Actor» por su interpretación de Edward en la versión inglés.

Vic Mignogna, quien interpreta la voz de Edward en el doblaje inglés, ganó el American Anime Awards en la categoría de «Mejor Actor» por su interpretación de Edward. Edward ganó la 26ª Encuesta Anual de Animage de los Lectores en «Personaje Masculino Favorito»; Romi Paku, que interpreta a Edward en japonés, ganó en la categoría de «Seiyū Favorito». Edward mantuvo una alta posición en la encuesta del año siguiente en la misma categoría. En la edición de julio de 2009 de la revista Newtype, Edward clasificó en la parte superior de la encuesta ranking de «los personajes masculinos más populares». En la edición de agosto de 2009 su posición descendió al cuarto puesto. En una encuesta de Newtype de marzo de 2010, Edward fue votado cuarto personaje masculino de anime más popular de la década de 2000. Al menos en el tiempo que se estuvo publicando Fullmetal Alchemist —2001-2010—, Edward fue bien recibido por los lectores de manga, y en cada una de las encuestas de popularidad realizadas por Shōnen Gangan, hasta el año 2009, el personaje ocupó el primer lugar. Numerosas piezas de mercancía han sido lanzadas con semejanza a Edward, incluyendo peluches, figuras de acción y llaveros. En los Anime Awards 2006 de About.com, Edward ganó en la categoría de «Mejor Personaje Principal - Hombre». También es el séptimo en los 25 «Mejores Personajes de Anime» de todos los tiempos de acuerdo con IGN, pues el escritor Chris Mackenzie dijo que «[Edward] y su hermano Al crean uno de los mejores equipos de acción-comedia en la historia reciente».
Varias publicaciones de manga, anime y otros medios de la cultura pop han proporcionado elogios y críticas sobre el personaje. La escritora de IGN, Hilary Goldstein, elogió a Edward por su equilibrio entre el típico niño inteligente y el personaje de chico obstinado, explicando que esto permite al personaje «flotar entre los momentos cómicos y drama subyacente sin parecer falso». Además, a Melissa Harper de Anime News Network las expresiones faciales de Edward le parecieron algunos de los aspectos más graciosos de la serie, incluyendo también los momentos en que reacciona de manera muy violenta a los comentarios acerca de su pequeña estatura. También los críticos lo elogiaron por no ser un estereotípico personaje shōnen, señalando que sus «habilidades, relaciones y personalidad son muy reales». Samuel Arbogast de T.H.E.M. Anime Reviews comentó que la interacción entre los hermanos Elric en su viaje es interesante y elogió las escenas de humor entre ambos, ya que ayudan a equilibrar las partes oscuras de la serie. Judge Joel Pearce de DVD Verdict comentó acerca del viaje de Edward, considerando al personaje «moralmente muy complejo», y agregó que continuamente está tratando de hacer el bien dentro de una organización moralmente cuestionable. Lydia Hojnacki de Manga Life listó a Ed como una de las razones por las que le gusta Fullmetal Alchemist, señalando la progresión de la personalidad del personaje a lo largo de la serie, de la madurez simple a una sensibilidad emocional más profunda.